# Museu Zoroastro Artiaga

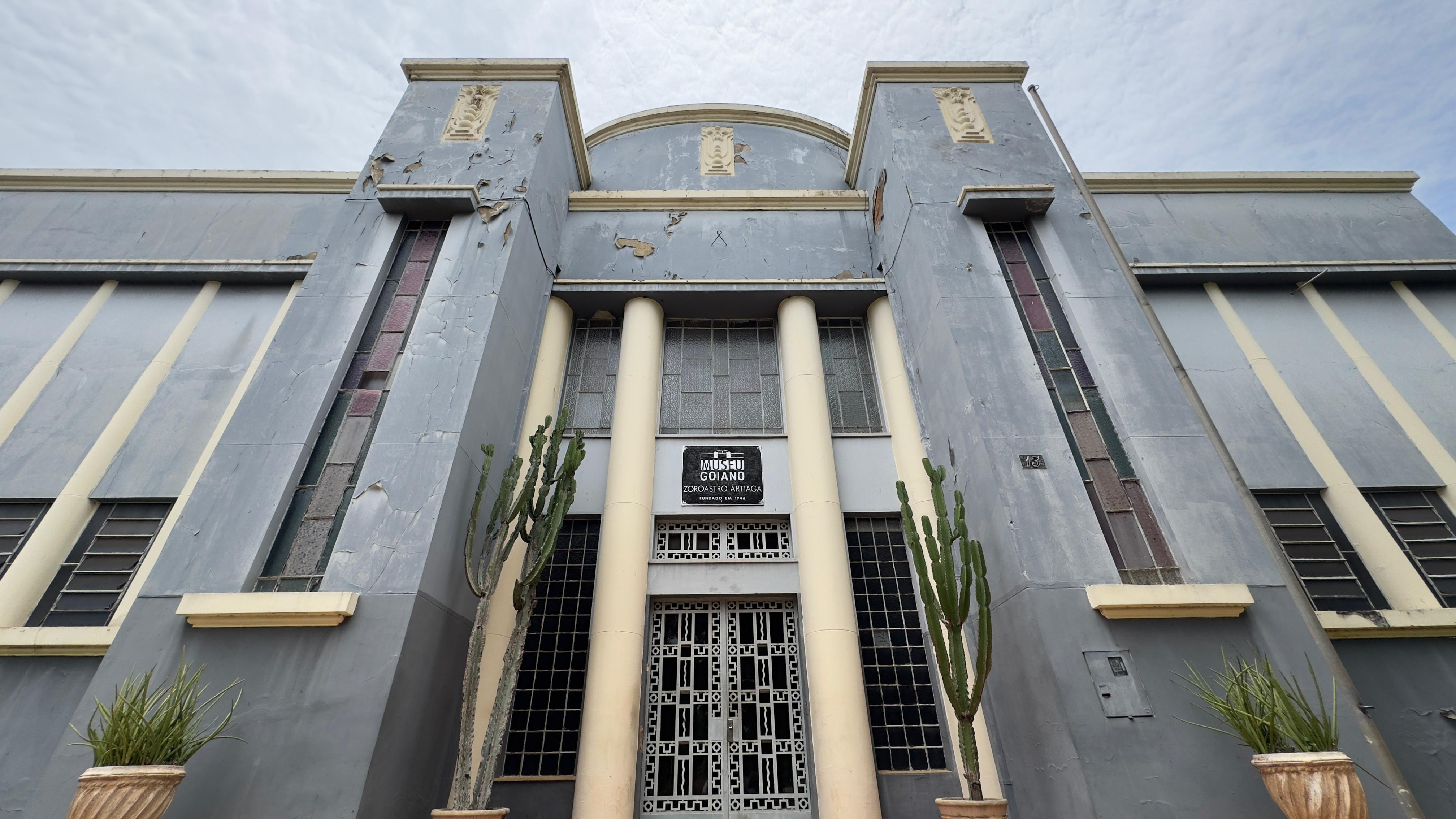
Fachada do Museu Zoroastro Artiaga em dezembro de 2024

O Museu Goiano Professor Zoroastro Artiaga (MUZA) é uma instituição pública localizada na cidade de Goiânia, Goiás, Brasil. É um dos mais antigos museus do estado e referência na preservação da história e cultura goiana. Seu acervo é composto por peças arqueológicas, mineralógicas, etnográficas, de arte sacra e popular, refletindo a diversidade cultural e histórica da região. 

## História
O museu foi criado em 6 de fevereiro de 1946 pelo Decreto-Lei n.º 383 e inaugurado oficialmente em julho do mesmo ano. Seu primeiro diretor foi o professor, advogado, geólogo e historiador Zoroastro Artiaga, que teve papel fundamental na formação das coleções iniciais do museu, incluindo documentos históricos, rochas, peças do folclore goiano e artefatos indígenas.
Originalmente chamado de Museu Estadual de Goiás, a instituição passou a levar o nome de seu fundador em 1965, como uma homenagem ao seu legado na preservação da memória goiana. O museu está localizado na Praça Cívica, no centro de Goiânia, em um prédio construído entre 1942 e 1943 pelo engenheiro polonês Kazimierz Bartoszewski, em estilo Art Déco.

## Acervos
O acervo do Museu Goiano Professor Zoroastro Artiaga é diverso e representa aspectos da cultura material e imaterial de Goiás. Ele inclui:
- Coleção de rochas e minerais, com amostras extraídas do território goiano.
- Objetos etnográficos indígenas, como cerâmicas, plumárias e utensílios de diversas etnias.
- Peças arqueológicas, incluindo urnas funerárias e artefatos líticos.
- Arte sacra, com imagens barrocas e oratórios dos séculos XVII ao XX.
- Itens relacionados à imprensa goiana, incluindo réplicas dos primeiros jornais do estado.
- Representações da fauna do cerrado e fósseis de espécies pré-históricas.

O museu também possui um espaço dedicado à vida e obra de seu fundador, Zoroastro Artiaga, exibindo documentos, fotografias e objetos pessoais.

## Importância Histórica
O Museu Goiano Professor Zoroastro Artiaga desempenha um papel essencial na preservação da história e identidade goiana. Além de suas exposições permanentes e temporárias, promove atividades educativas e culturais, aproximando o público do patrimônio histórico do estado.
O edifício foi tombado como Patrimônio Arquitetônico e Histórico Estadual em 1998 e pelo Instituto do Patrimônio Histórico e Artístico Nacional (IPHAN) em 2004, consolidando sua relevância para a cultura goiana e brasileira.

## Arquitetura
O edifício do Museu Goiano Professor Zoroastro Artiaga é um dos exemplares mais importantes da arquitetura Art Déco em Goiânia. Projetado no início dos anos 1940, destaca-se pela sua composição simétrica, portais de ferro fundido com elementos geométricos e pela policromia característica do estilo. O prédio foi originalmente concebido para abrigar o Departamento Estadual de Imprensa e Propaganda e, posteriormente, adaptado para sua função museológica.

## Localização
O Museu Goiano Professor Zoroastro Artiaga está situado na Praça Cívica, n.º 13, Setor Central, Goiânia, Goiás, Brasil. Normalmente, o museu está aberto à visitação de terça a domingo, das 8h às 18h, com entrada gratuita. Entretanto, encontra-se temporariamente fechado para reforma.

## Reformas e Restaurações
Em 2023, o Governo de Goiás, por meio da Secretaria de Estado da Cultura (Secult), iniciou um projeto de restauração do museu, com investimento de R$ 6,6 milhões. A obra, aprovada pelo IPHAN, visa recuperar as características originais do prédio, melhorar a acessibilidade e implementar uma nova proposta museográfica.